# To agori troei to fagito tou pouliou
Pour plus de détails, voir Fiche technique et Distribution.
To agori troei to fagito tou pouliou (Το Αγόρι Τρώει το Φαγητό του Πουλιού) est un film dramatique grec écrit et réalisé par Ektoras Lygizos.
Il s'agit d'une adaptation moderne du roman La Faim (Sult) de l'écrivain norvégien Knut Hamsun, publié en 1890.
Il est sélectionné pour représenter la Grèce aux Oscars du cinéma 2014 dans la catégorie meilleur film en langue étrangère.

## Synopsis
Pendant la crise grecque, un jeune homme est contraint de voler la nourriture des oiseaux pour survivre.

## Fiche technique
- Titre original : Το Αγόρι Τρώει το Φαγητό του Πουλιού, To agori troei to fagito tou pouliou (litt. « Le garçon mange la nourriture de l'oiseau »)
- Réalisation : Ektoras Lygizos
- Scénario : Ektoras Lygizos, d'après le roman La Faim de Knut Hamsun
- Photographie : Dimitris Kasimatis
- Pays d’origine : Grèce
- Genre : Drame
- Langue : grec
- Durée : 80 minutes
- Dates de sortie :
  -  République tchèque : 5 juillet 2012 (Festival international du film de Karlovy Vary)
  -  Grèce : 8 novembre 2012

## Distribution
- Yiannis Papadopoulos
- Lila Mpaklesi
- Vangelis Kommatas
- Kharálampos Goyós
- Konstadinos Voudouris

## Distinctions

### Récompenses
- Festival international du film de Karlovy Vary 2012 : mention spéciale pour Yiannis Papadopoulos
- Festival international du film de Thessalonique 2012 :
  - Prix FIPRESCI
  - Meilleur acteur pour Yannis Papadopoulos
- Festival international du film d'Athènes 2013 :
  - City of Athens Award du meilleur réalisateur pour Ektoras Lygizos
  - City of Athens Award du meilleur acteur pour Yiannis Papadopoulos
- Galway Film Fleadh 2013 : prix du public du meilleur premier film international
- Festival International du film de Linz, Crossing Europe 2013: Best fiction film

### Sélections
- Festival international du film de Reykjavik 2012
- Festival international du film de Leeds 2012
- Festival international du film des Arcs 2012
- Festival international du film de Rotterdam 2012
- Festival du film Nuits noires de Tallinn 2012
- Off Plus Camera 2012
- Festival international du film de Toronto 2012
- Festival du film d'Oldenburg 2013
- Festival du film de Taipei 2013
- Queer Lisboa 2013